# Late-night show
Pour les articles homonymes, voir Late Night.

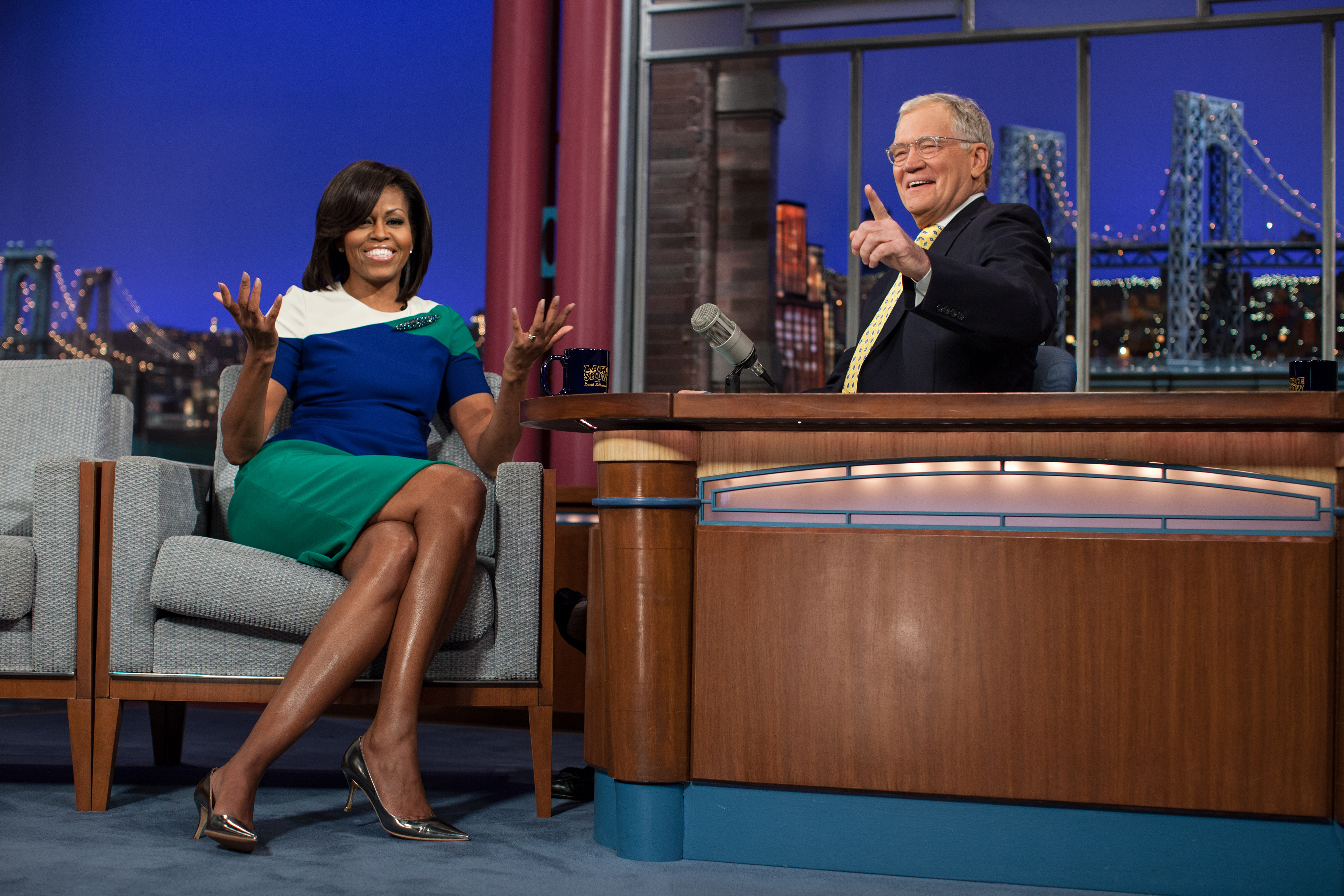
Michelle Obama, invitée de David Letterman dans son late-night show Late Show with David Letterman sur CBS en 2012.

Un late-night show ou late-night talk show (/leɪt naɪt tɑk ʃoʊ/) est un format d'émission télévisée typiquement américain, mêlant humour et interviews, diffusé en troisième partie de soirée, soit généralement après 23 h 30, après le journal de la nuit. Le concept de late show s'est étendu à un genre qui comprend le talk-show classique, les sketches, la parodie ou la critique politique.

## Déroulement
Le déroulement des late-night talk shows se décompose en plusieurs parties distinctes qui sont caractéristiques de son format : il débute par un monologue du présentateur qui passe en revue l'actualité du jour. Il est suivi par divers sketches ou rubriques humoristiques, puis par l'interview d'un ou plusieurs invités qui constitue la partie principale de l'émission. L'émission se termine par la prestation d'un invité musical. Le présentateur se tient toujours derrière un bureau lorsqu'il fait ses entretiens avec les invités et l'émission peut disposer de son propre orchestre lors des transitions musicales.

## Histoire
Les late-night talk-shows ont été popularisés dans les années 1960 par Johnny Carson et son émission The Tonight Show Starring Johnny Carson diffusée sur le réseau de télévision NBC.

## Liste delate-night shows

### États-Unis

#### Franchises
- The Tonight Show (NBC) :
  - Tonight Starring Steve Allen (1954-1957)
  - Tonight! America After Dark (1957)
  - Tonight Starring Jack Paar (1957-1962)
  - The Tonight Show Starring Johnny Carson (1962-1992)
  - The Tonight Show with Jay Leno (1992-2009)
  - The Tonight Show with Conan O'Brien (2009-2010)
  - The Tonight Show with Jay Leno (2010-2014)
  - The Tonight Show Starring Jimmy Fallon (depuis 2014)

- Late Night (NBC) :
  - Late Night with David Letterman (1982-1993)
  - Late Night with Conan O'Brien (1993-2009)
  - Late Night with Jimmy Fallon (2009-2014)
  - Late Night with Seth Meyers (depuis 2014)

- Late Show (CBS) :
  - Late Show with David Letterman (1993-2015)
  - Late Show with Stephen Colbert (à partir de septembre 2015)

- The Late Late Show (CBS) :
  - The Late Late Show with Tom Snyder (1995-1999)
  - The Late Late Show with Craig Kilborn (1999-2004)
  - The Late Late Show with Craig Ferguson (2005-2014)
  - The Late Late Show with James Corden (2015-2023)

- The Daily Show (Comedy Central) :
  - The Daily Show with Craig Kilborn (1996-1998)
  - The Daily Show with Jon Stewart (1999-2015)
  - The Daily Show with Trevor Noah (à partir de septembre 2015)

- Politically Incorrect :
  - Politically Incorrect (Comedy Central) (1993-1997)
  - Politically Incorrect (ABC) (1997-2002)

#### Autres talk-shows
- Charlie Rose (PBS) (1991-2017)
- Last Call with Carson Daly (NBC) (2002-2019)
- Real Time with Bill Maher (HBO) (depuis 2003)
- Jimmy Kimmel Live! (ABC) (depuis 2003)
- Chelsea Lately (E!) (2007-2014)
- Red Eye with Greg Gutfeld (Fox News Channel) (2007-2017)
- The Edge with Jake Sasseville (syndication) (2008)
- Conan (TBS) (depuis 2010)
- The Kilborn File (syndication) (2010)
- Lopez Tonight (TBS) (2009-2011)
- Late Night Republic (syndication) (2009-2011)
- The Writers' Room (SundanceTV) (2013-2014)
- The Colbert Report (Comedy Central) (2005-2014)
- Last Week Tonight with John Oliver (HBO) (depuis 2014)
- The Nightly Show with Larry Wilmore (Comedy Central) (2015-2016)
- Full Frontal with Samantha Bee (TBS) (depuis 2016)

### Autres pays
- Si vous ne connaissez pas le sujet, laissez ce bandeau (vous pouvez alors contacter les auteurs).
- Si vous supprimez le contenu mis en cause (vous pouvez préalablement contacter les auteurs),

argumentez précisément cette suppression dans la page de discussion
(un manque de référence n'est pas un argument ; une recherche réelle de référence doit avoir été effectuée, être formellement documentée).
- Allemagne :
  - Die Harald Schmidt Show sur Sat.1, Das Erste et Sky (1995-2014)
- Belgique :
  - le Dan Late Show sur La Deux (2014-2016)
- Brésil :
  - Programa do Jô sur Rede Globo (2000-2016)
  - Agora É Tarde sur Rede Bandeirantes (2011-2015)
- France :
  - L'habit ne fait pas Lemoine sur France 2 (2009)
  - Ce soir avec Arthur sur Comédie+ et TF1 (2010-2013)
  - Le Hanounight Show sur Canal+ (2016-2017)
  - Rendez-vous avec Kevin Razy sur Canal+ (depuis 2017)
  - Zen avec Maxime Biaggi et Grimkujow [3]sur Twitch (depuis 2021)
  - Le Late avec Alain Chabat sur TF1 (2022)
- Maroc:
  - Rachid Show sur 2M (depuis 2013)
- Portugal:
  - 5 Para A Meia noite sur RTP2 puis sur RTP1 (depuis 2009)
- Québec :
  - La fin du monde est à sept heures sur TQS (1997-2000)
  - En mode Salvail sur V (2013-2017)
  - Le Show de Rousseau sur V (2018)
- Russie :
  - Evening Urgant (ru) sur Perviy Kanal (depuis 2012)
- Royaume-Uni
  - The Graham Norton Show sur BBC One (depuis 2007)
  - Alan Carr: Chatty Man sur Channel 4 (2009-2017)
  - The Jonathan Ross Show sur ITV (depuis 2011)
  - The Michael McIntyre Chat Show sur BBC One (2014)
- Tunisie :
  - Labès sur Ettounsiya TV (depuis 2011)
  - Abdelli Showtime sur Attessia TV (depuis 2017)
- Madagascar :
  - Takariva mafana an'i Mija Rasolo sur Kolo TV (depuis 2014)
- République démocratique du Congo :
  - Chez Francis Show sur Canal+ Afrique (depuis 2003)